# Pôncio de Cartago
Pôncio (em latim: Pontius), também chamado de Pôncio, o Diácono (metade do século III) foi um santo cristão e um autor latino de Cartago. Ele serviu como diácono sob Cipriano de Cartago (futuro São Cipriano de Cartago) e escreveu Vita Cypriani ("Vida de Cipriano") logo após a morte deste.

## História
Existe apenas um relato sobrevivente sobre Pôncio, uma menção brevíssima na obra De Viris Illustribus de Jerônimo de Estridão (cap. 68):
| “ | Pontius, diaconus Cypriani, usque ad diem passionis eius cum ipso exsilium sustinens egregium volumen vitae et passionis Cypriani reliquit. Pôncio, diácono de Cipriano que suportou seu exílio com ele até o dia de seu martírio, escreveu um maravilhoso livro sobre a vida e paixão de Cipriano. | ” |
|   | — De Viris Illustribus, São Jerônimo |   |

Embora o autor não seja identificado na Vida de Cipriano, Jerônimo claramente está escrevendo sobre esta obra . A única outra informação sobre ele vem das próprias palavras do autor: ele escreve em parte sobre aquilo que testemunhou pessoalmente ou que ouviu diretamente de pessoas mais velhas Ele acompanhou Cipriano ao exílio em Cúrubis (atual Korba, na Tunísia). Do prefácio, parece que Pôncio não conhecia nenhum outro relato sobre o martírio de Cipriano quando escreveu o seu.
Além disso, pouco é certo. Alusões e estilos de oratória indicam que Pôncio deve ter sido muito bem educado, com conhecimentos tanto sobre a Bíblia quanto da retórica secular. Hermann Dessau observou a coincidência de uma inscrição na pequena cidade de Cúrubis para um magistrado local com o nome de Pôncio e sugeriu que os elogios à cidade na obra e o desejo do autor em associá-la com o martírio de Cipriano poderiam refletir um patriotismo local. Outros estudiosos ou rejeitam isto ou consideram impossível de ser provado 

## "Vida de São Cipriano"
Os manuscritos estão intitulados Vita Cypriani ("A Vida de Cipriano"), enquanto que Jerônimo se refere a ela como Vita et passio Cypriani ("Vida e martírio de Cipriano"). A referência de Jerônimo não necessariamente se refere ao título, embora seja claro que o livro está dividido em duas partes, uma sobre a vida de Cipriano e outra com os eventos que levaram à sua morte. No prefácio, Pôncio lamenta a existência de relatos detalhados de martírios de cristãos leigos., mas nenhum de um bispo como Cipriano, que já teria valor suficiente para ser narrado mesmo sem o martírio . Os capítulos 3 a 10 relatam as atividades de Cipriano desde a sua conversão, enquanto os capítulos 11 até 19 descrevem os procedimentos perante dois diferentes procônsuls, seus julgamentos e a morte de Cipriano.
Embora Pôncio tenha conhecido Cipriano pessoalmente, muitos já se desapontaram com a falta de informações mais detalhadas no livro. Em parte, isso se deve à tendência do autor de meramente aludir aos assuntos que ele espera que o leitor conheça. Ao lado de um pequeno número de elementos derivados de sua experiência própria, como o sonho profético que Cipriano teve sobre o exílio em Cúrubis em 257, Pôncio se utilizou de seus próprios escritos e um relato de uma audiência com o pro-cônsul em 257: um protocolo dele estava circulando ainda durante a vida de Cipriano e se tornaria depois parte do relato de sua morte, conhecido como Acta Proconsularia. Pôncio se refere a este protocolo (e talvez também ao da segunda audiência, no ano seguinte) e transcreve um relato mais frouxo e menos detalhado. Outra influência foi a obra Passio Perpetuae et Felicitatis ("Paixão de Perpétua e Felicidade), um relato anterior sobre duas mártires cartaginenses, que motivou sua decisão de escrever não apenas a paixão, mas também um relato da vida de Cipriano.
Cipriano foi uma figura controversa durante sua vida e, mesmo após sua morte, Pôncio considerou importante reagir contra algumas das críticas que ele tinha recebido. A obra tem uma característica particularmente apologética em seu tratamento da eleição de Cipriano para bispo, que alguns cartaginenses contestaram e da decisão de Cipriano de se esconder durante a perseguição de Décio de 250, ao invés do martírio.
Harnack acredita que embora seja impossível que a biografia tenha sido escrita imediatamente após a morte de Cipriano, o capítulo final e outros dão a impressão de que o martírio de Cipriano tenha sido um evento recente e assim ele atribui à obra a data de 259. Outros preferem uma data um tanto posterior, quando a maior parte da audiência de Pôncio já seria familiar com Cipriano pelas suas obras ao invés de pessoalmente.